# Kantonsschule Rämibühl

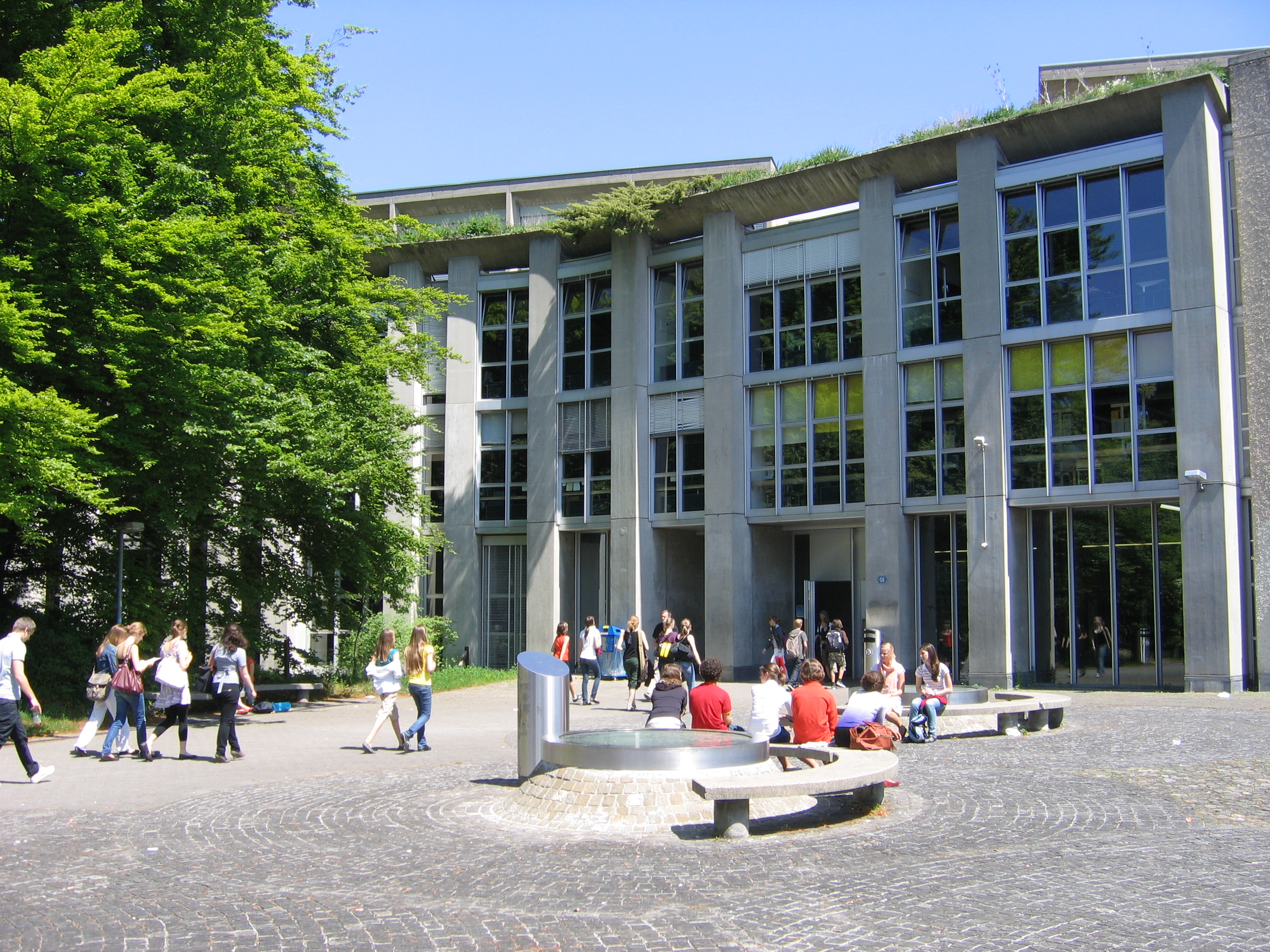
Das heutige Schulgebäude (Literar- und Realgymnasium) von Eduard Neuenschwander. Es steht unter Denkmalschutz.

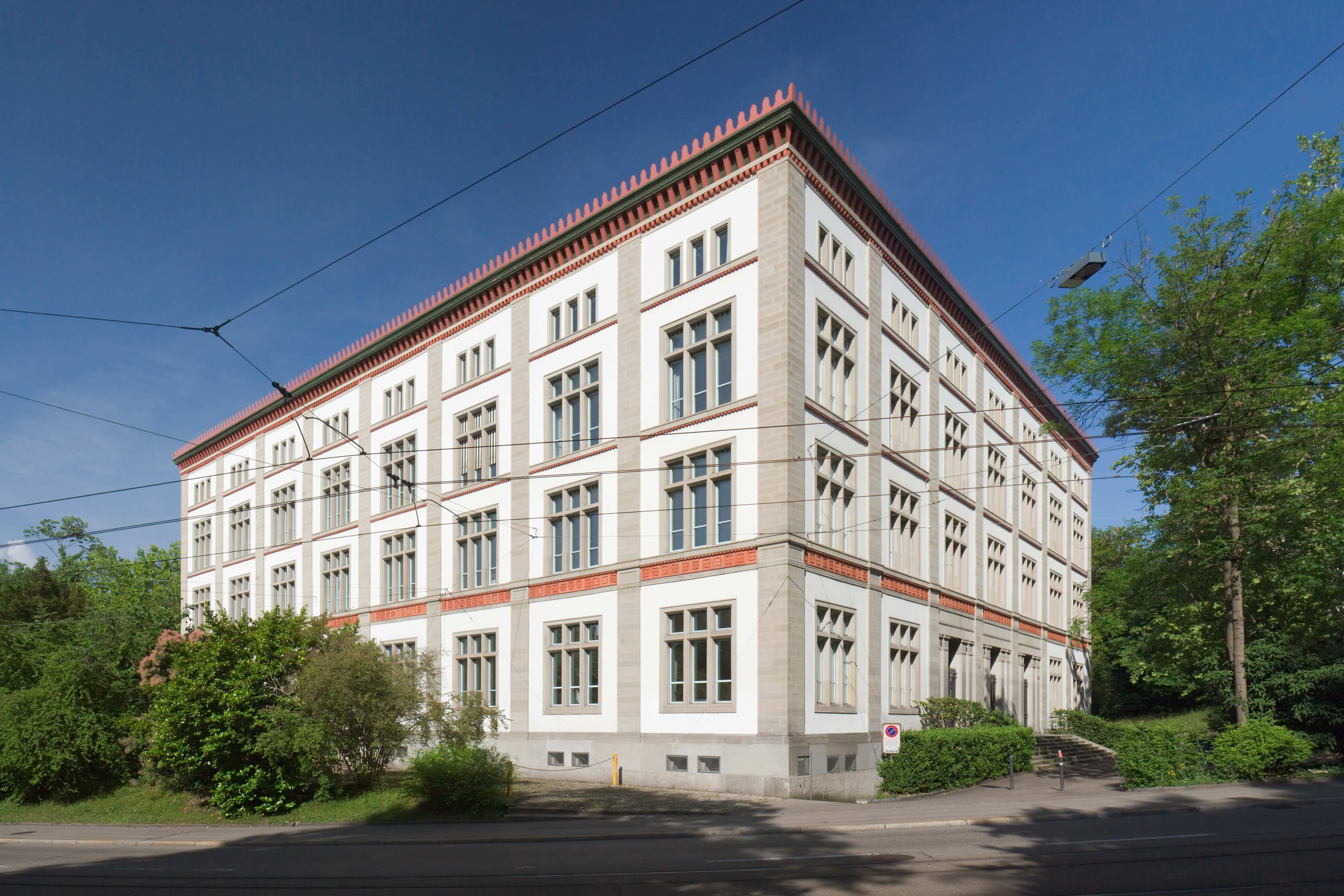
Das ehemalige Kantonsschulgebäude wurde nach Vorbild der Berliner Bauakademie durch Gustav Albert Wegmann 1842 errichtet. Heute wird es von der Universität Zürich als Institutsgebäude benutzt.

Die Kantonsschule Rämibühl in Zürich an der Rämistrasse wurde 1833 als Kantonsschule Zürich gegründet. Sie besteht heute aus vier verschiedenen, unabhängigen Kantonsschulen mit unterschiedlichen Profilen. Die vier Gymnasien sind das Literargymnasium (LG), das Realgymnasium (RG), das Mathematisch-Naturwissenschaftliche Gymnasium (MNG) und das Kunst- und Sportgymnasium Rämibühl (K+S). Zusammen werden knapp 2500 Schüler unterrichtet. Der Schulhauskomplex des Architekten Eduard Neuenschwander wurde 1970 bezogen und 1971 offiziell eröffnet.
Die Gymnasien auf dem Rämibühl-Areal arbeiten heute in verschiedenen Bereichen zusammen. So betreiben sie gemeinsame Abteilungen für die Naturwissenschaften, den Sport und den Instrumentalunterricht. Im Klimacampus Rämibühl koordinieren die Rämibühl-Gymnasien Projekte, Ausstellungen und Veranstaltungen zum Klimawandel.

## Gymnasien

### Literargymnasium (LG)
Das Literargymnasium (bis 1976 «Literargymnasium Zürichberg») ist ein Langzeitgymnasium. Die Schulzeit beträgt sechs Jahre. Davon sind zwei Jahre Mittelstufe, die letzten vier gehören dann zur Oberstufe.
Am LG werden altsprachliche und neusprachliche Maturitätsprofile angeboten. Es bietet ausserdem eine zweisprachige IB-Klasse an. In dieser Klasse werden Biologie, Geschichte und Mathematik auf Englisch unterrichtet. Diese Klassen haben auch die Möglichkeit, parallel zur Matura mit dem International Baccalaureate abzuschliessen.
Das Literargymnasium Rämibühl ist seit 2007 eine UNESCO-assoziierte Schule. Es setzt sich für die Ziele der UNESCO ein.
Rektorin des Literargymnasiums ist Ursula Alder. Weiter gehören Prorektorin Christine Feller und Prorektor Walter Schubiger der Schulleitung an.

### Kunst und Sportgymnasium (K+S)
Das K+S wurde 2000 gegründet. Es ist eine spezielle Mittelschule, die sich an musisch, sportlich oder tänzerisch besonders begabte Schüler richtet. Sie ist im Gebäude des MNG untergebracht und ist diesem auch administrativ angegliedert. Pro Jahrgang werden zwei Klassen gebildet. Der einzelne Schüler hat weniger wöchentliche Unterrichtsstunden, damit er mehr Zeit für Trainings oder Proben hat. Im Gegensatz zu den anderen Kurzgymnasien dauert die Schulzeit bis zur Matur 5 anstatt 4 Jahre. Seit 2012 wird auch ein Untergymnasium angeboten, pro Klassenstufe gibt es aber nur eine Klasse.
Die Leiterin des K+S ist Regula Meili.
MusikerMusiker besuchen automatisch das musische Profil (musisches Gymnasium) und werden daneben auf das Studium an der Zürcher Hochschule der Künste vorbereitet. Mit Beginn der Ausbildung am K+S besuchen die Schüler auch den Vorkurs für die Aufnahme an die ZHdK. Nach drei Jahren muss man die Prüfung für den Eintritt in das Bachelorstudium bestehen. Ein Jahr nach der Matura schliesst man das Studium mit dem Bachelor ab.
Sportler und TänzerSportlich oder tänzerische begabte Schüler haben die Wahl zwischen dem neusprachlichen Profil und mathematisch-naturwissenschaftlichen Profil mit Schwerpunktfach Biologie und Chemie. Viele national bekannte Sportler besuchten das Sportgymnasium, u.a Victor Stancescu, Leonardo Genoni, Simon Bodenmann, Marco Miranda, Nicolas Baechler, Alina Müller, Jonas Elmer, Cédric Brunner, Marc-Andrea Hüsler, Julie Lengweiler, Angelica Moser, Petra Klingler, Lisa Mamié, Malin Gut, Elvira Herzog, Livia Peng, Livia Kaiser, Laurentia Wolff.

### Mathematisch-Naturwissenschaftliches Gymnasium (MNG)
Das Mathematisch-Naturwissenschaftliches Gymnasium (bis 1974 «Oberrealschule Zürich») ist ein Kurzgymnasium. Der Eintritt erfolgt nach der 2. oder 3. Klasse der Sekundarschule oder nach der 2. Klasse eines Langzeitgymnasiums. Die Schuldauer beträgt 4 Jahre.
Das MNG bietet als Maturitätsprofil das mathematisch-naturwissenschaftliche Profil an. Als Schwerpunktfächer werden die Kombinationen Physik & Anwendungen der Mathematik sowie Biologie & Chemie angeboten.
Schulleiterin (Rektorin) ist seit 2023 Susanne Kalt. Weitere Mitglieder der Schulleitung sind die beiden Prorektoren Samuel Byland und Roman Staude sowie die Prorektorin Adriana Mikolaskova.

### Realgymnasium (RG)

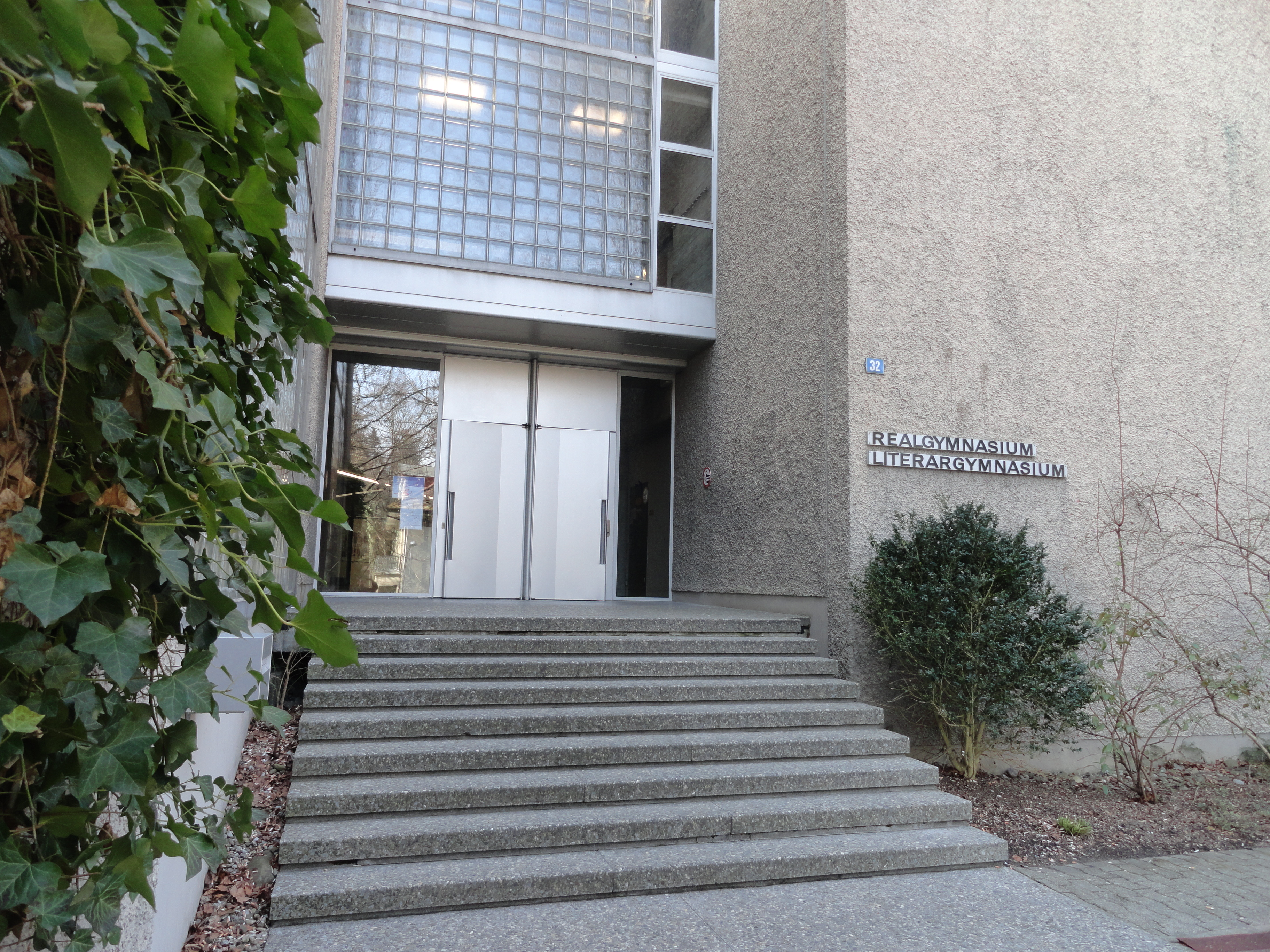
Eingang RG und LG

Das Realgymnasium Rämibühl (RG, bis 1976 Realgymnasium Zürichberg) ist ein Langzeitgymnasium. Die Schule geht direkt auf die 1833 gegründete Kantonsschule Zürich zurück. 
Das Realgymnasium ist ein Langzeitgymnasium. Die Schulzeit am Realgymnasium beträgt sechs Jahre. Die Schule bietet neben den Bildungsgängen zur Schweizer Maturität mit alt- und neusprachlichen Profilen auch Immersionsunterricht auf der gymnasialen Unterstufe und einen Bildungsgang zum Diplom des International Baccalaureate auf der gymnasialen Oberstufe an. Heute wird das Gymnasium von rund 900 Schülern besucht.
Der Rektor des Realgymnasiums ist seit 2022 Tobias Weber. Die drei Prorektoren sind Lea Sarah Boesinger, Ralph Müller und Patrick Muff.
Ehrenamtliche Akvitäten der Schule werden vom Solidaritätsverein betreut. Alle Erlöse kommen den von der Schule unterstützen Organisationen zugute.

## Geschichte

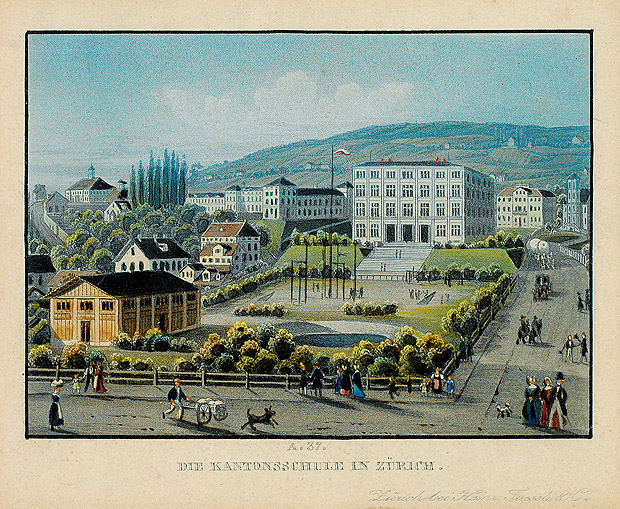
Das erste Kantonsschulegebäude an der Rämistrasse mit Turnplatz und Turnhalle vom Heimplatz aus gesehen. Aquinta aus dem 19. Jahrhundert

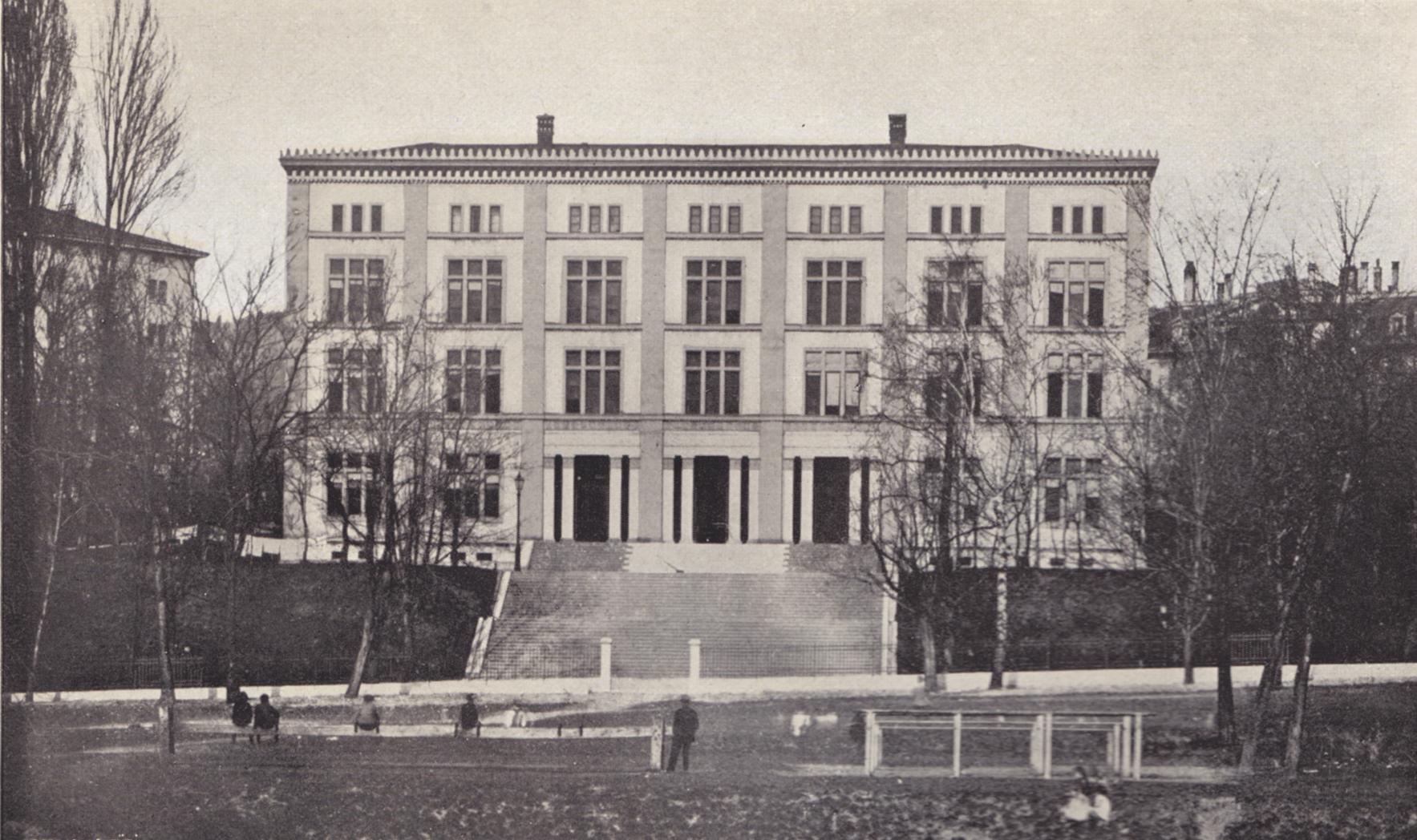
Das Hauptgebäude der Kantonsschule an der Rämistrasse 59 um 1910

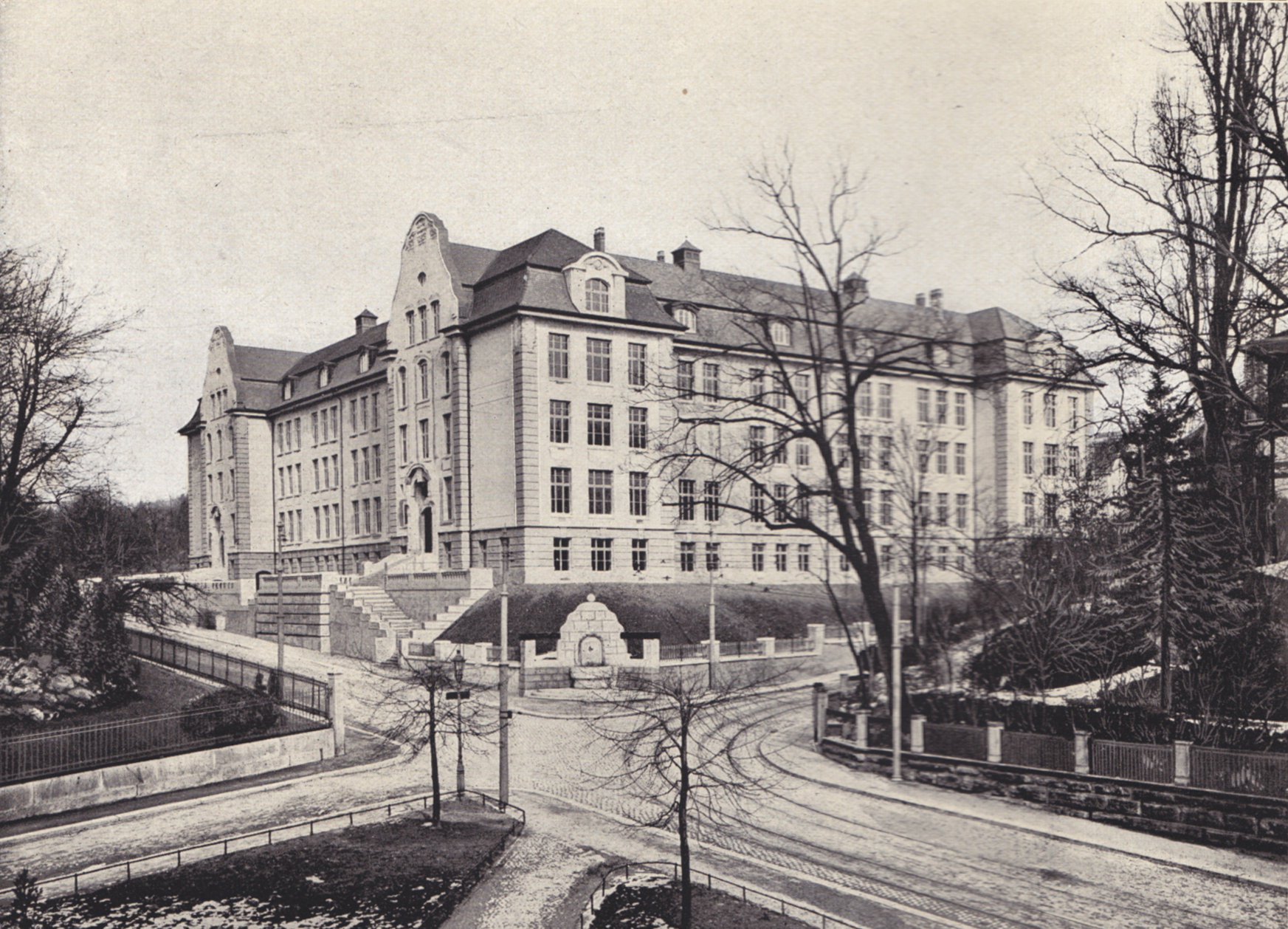
Die sog. «Neue Kantonsschule» an der Rämistrasse, 1909 fertiggestellt, beherbergte die Industrie- und Handelsschule sowie die Naturwissenschaftsräume der ganzen Kantonsschule

Die Geschichte der Kantonsschule Zürich begann mit dem Unterrichtsgesetz des Kantons Zürich vom 28. September 1832. Im Sinn der liberalen Regenerationszeit erhielt der Kanton Zürich damit zum ersten Mal in seiner Geschichte ein organisch gegliedertes Schulwesen von der Elementarschule bis zur Hochschule. Damit wurde auch die Kantonsschule ins Leben gerufen, die den Zugang zu höherer technischer oder akademischer Bildung ermöglichen sollte, hauptsächlich an der zur gleichen Zeit gegründeten Universität Zürich. Die Kantonsschule, formal am 22. April 1833 gegründet, führte dazu zwei Abteilungen, das Gymnasium und die Industrieschule. Die Kantonsschule bezog 1842 an der Rämistrasse 59 in einem prunkvolle Neubau von Gustav Albert Wegmann ihr erstes Domizil. Gemäss dem Unterrichtsgesetz von 1859 sollte sich die Industrieschule vor allem an Schüler richten, «welche sich technischen oder kaufmännischen Berufsarten widmen». Ab 1842 bestand deshalb innerhalb der Industrieschule ein spezieller «merkantilistischer», d. h. kaufmännischer Zweig, der schliesslich auf das Schuljahr 1904/05 als «Kantonale Handelsschule Zürich» als eigene Abteilung innerhalb der Kantonsschule verselbständigt wurde. Aus dem Rumpf der Industrieschule entstand 1928 die Oberrealschule, das heutige Mathematisch-Naturwissenschaftliche Gymnasium.
Wie ein roter Faden zieht sich durch die Geschichte der Kantonsschule Zürich das Problem der Raumnot und damit verbunden von Bau- und Finanzfragen. Bald war das Gebäude der Kantonsschule an der Rämistrasse 59 zu klein und der Kanton musste sich in umliegenden Gebäuden einmieten. 1909 brachte ein Neubau an der Rämistrasse 76 eine vorläufige Entlastung. Das Haus musste sich die Kantonsschule aber mit dem Chemischen Institut der Universität teilen. Schon zu Beginn der 1930er Jahre drängte sich angesichts der neuen Platzbedürfnisse für den Turn- und Sportunterricht eine Erweiterung auf, die 1939 vom Volk gutgeheissen wurde. Die zwei alten Turnhallen am Heimplatz konnten den dem Zeitgeist entsprechenden Bedürfnissen nicht mehr gerecht werden. 1942 wurden zwischen der Rämi-, Gloria- und Freiestrasse vier Turnhallen und ein Sportplatz in Betrieb genommen.
1904 bis 1947 bestand die Kantonsschule Zürich aus vier Abteilungen: Dem Gymnasium, der Oberrealschule, der Handelsschule und der Kantonsschule Winterthur. Das Gymnasium war bei weitem die grösste Abteilung mit knapp unter 1000 Schülern, gefolgt von der Handelsschule mit etwas über 500, der Kantonsschule Winterthur mit etwas über 400 und der Oberrealschule mit etwas unter 400 Schülern. Die Kantonsschule war eine reine Knabenschule, nur ausnahmsweise wurden etwa 1920 drei Mädchen aufgenommen. Die Zürcherinnen wurden bis 1976 an den städtischen Höheren Töchterschulen in Zürich und Winterthur unterrichtet (Stadelhofen, Wiedikon, Hottingen, Riesbach, Hohe Promenade und Rychenberg). Angesichts der steigenden Schüler und Lehrerzahlen drängte sich nach dem Zweiten Weltkrieg eine Reorganisation auf. Der Regierungsrat beschloss deshalb am 4. Juli 1946, das Gymnasium als grösste Abteilung per Schuljahr 1947/48 in zwei Schulen aufzuteilen:
- das Literargymnasium, das den Maturitätstyp A mit Latein und Griechisch anbot, im Schulhaus Schanzenberg.
- das Realgymnasium, das den Maturitätstyp B mit Latein und modernen Fremdsprachen anbot, im alten Kantonsschulegebäude an der Rämistrasse 59.

Das Progymnasium beider Schulen wurde nach demselben Lehrplan geführt, damit ein Schulübertritt nach der zweiten Klasse möglich blieb. Während das Literargymnasium damit nach der formellen Trennung am 16. Oktober 1947 ein für damalige Verhältnisse wieder überschaubare Grösse erhielt, blieb das Realgymnasium immer noch eher zu gross, so dass bereits eine weitere Unterteilung in Aussicht gestellt wurde, die 1959 mit der Abtrennung des Gymnasiums Freudenberg erreicht wurde.
Weiter blieb die Raumfrage ein drängendes Problem. 1946 wurde das Gebäude Schanzenberg für die Kantonsschule eingerichtet, 1955 und 1956/57 errichtete man Baracken im Areal der Villa Zürichbergstrasse 6, die selbst 1965 auch für die Benutzung der Kantonsschule umgebaut wurde. Schliesslich wich die Schule auch noch in das Haus «Belmont» aus, das für den Biologieunterricht verwendet wurde. Daneben ging der Regierungsrat die seit langem geforderte Dezentralisierung der Mittelschulstandorte an, um die regionale Chancenungleichheit in den Ausbildungsmöglichkeiten zu beheben. So erhielt das Zürcher Oberland in Wetzikon 1952 als erstes eine regionale Kantonsschule. 1959 bezogen die Kantonale Handelsschule sowie ein Teil des Realgymnasiums im Schulhaus Freudenberg ein neues Quartier. Diejenigen Abteilungen der Kantonsschule, die im Rämiquartier verblieben, führten auf Beschluss des Regierungsrates zuerst bis 1976 die Bezeichnung «Zürichberg» im Namen, während der abgespaltene Teil des Realgymnasiums und die Kantonale Handelsschule, die in das neu erbaute Schulhaus Freudenberg-Enge umzogen, neu als 5. Abteilung der Kantonsschule Zürich die Bezeichnung «Kantonsschule Freudenberg, Realgymnasium bzw. Handelsschule»  führten.
Weiterhin unbefriedigend blieb die Raumsituation nach 1959 für die Oberrealschule, die ihren Unterricht über vier Gebäude verstreut anbot. Hier sollte die Eröffnung eines neuen Standorts in Oerlikon Abhilfe schaffen. 1965 erteilte das Stimmvolk dem Kantonsrat die Kompetenz zur Errichtung neuer Kantonsschulen, trotzdem blieb die Bewilligung der Kredite zur Errichtung neuer Schulgebäude an Volksabstimmungen gebunden, die nicht immer positiv ausfielen. 1965 stimmte das Volk etwa der Errichtung eines neuen Schulgebäudes für die Gymnasien am Zürichberg zu. Das dritte neue städtische Schulhaus in Oerlikon scheiterte jedoch 1967 am Volk und wurde erst später realisiert.
Ein weiterer wichtiger Schritt für den Aus- und Umbau der Mittelschulen im Kanton Zürich war die Übernahme der Höheren Töchterschule der Städte Zürich und Winterthur in die Kantonsschule 1976 und die damit verbundene Einführung der Koedukation. Damit erhöhte sich die Anzahl der Standorte der Kantonsschule um weitere fünf innerhalb der Stadt Zürich (Hohe Promenade, Hottingen, Stadelhofen, Riesbach, Wiedikon) und einen in Winterthur (Rychenberg). 1983 wurde die Kantonsschule Zürich als administrative Einheit aufgelöst und die einzelnen Schulen administrativ verselbständigt.
Die ehemaligen Turnhallen am Heimplatz wurden 2015 abgebrochen.
2018 legte der Kantonsrat Zürich im kantonalen Richtplan fest, dass das Literargymnasium, nach dem für das Jahr 2026 geplanten Auszug der Kantonalen Maturitätsschule für Erwachsene und der EB Zürich aus deren Gebäude, in die dadurch freiwerdenden Räumlichkeiten an der Mühlebachstrasse 112 in Zürich-Riesbach einziehen soll.

## Alumni
Als administrativ selbständige Schulen gibt es das Real- und das Literargymnasium erst seit 1947. Beide sind aus dem sogenannten „Gymnasium der Kantonsschule Zürich“ hervorgegangen. Innerhalb dieses „Gymnasiums“ wählten die Schüler jedoch nach einer zweijährigen Grundstufe zwischen einem stärker altsprachlich ausgerichteten Profil mit Griechisch (dem „Literar-Gymnasium“) und einem stärker auf moderne Fremdsprachen und Latein ausgerichteten Profil (dem "Real-Gymnasium). Im Folgenden werden auch Alumni, die die Schule vor 1947 abgeschlossen haben, sofern möglich gemäss ihrer Profilwahl zugeordnet.
Bekannte Alumni des Gymnasiums der ehemaligen Kantonsschule Zürich
- Paul von Monakow (1885–1945), Internist, Neurologe und Hochschullehrer

Bekannte Alumni des Realgymnasiums
- Felix Bloch (1905–1983), Physik-Nobelpreisträger von 1952[10]
- Elias Canetti (1905–1994), Schriftsteller, Nobelpreis für Literatur 1981
- Max Frisch (1911–1991), Schriftsteller
- Charles Weissmann (* 1931), Molekularbiologe[11]
- Urs Esposito (* 1960), Architekt
- Kathrin Lehmann (* 1980), Sportlerin, Unternehmerin und Journalistin[12]
- Cyril Schäublin (* 1984), Filmemacher[13]
- Ivna Žic (* 1986), Schriftstellerin und Theaterregisseurin[14]

Bekannte Alumni des Literargymnasiums
- Robert Lejeune (1891–1970), evangelischer Pfarrer und Friedensaktivist
- Karl Schmid (1907–1974), Germanist, Rektor der ETH Zürich[15]
- Hans Glinz (1913–2008), Sprachwissenschaftler[16]
- Alfred Berchtold (1925–2019), Historiker[17]
- Walter Schaufelberger (1926–2014), Historiker
- Adolf Muschg (* 1934), Schriftsteller
- Beat Richner (1947–2018), Kinderarzt
- Christian Gross (* 1954), Fussballtrainer
- Hannes Glarner (* 1960), Bühnenautor
- Stefan Bachmann (* 1966), Theaterregisseur[18]
- Jörg Kalt (1967–2007), Filmregisseur[19]
- Beat Walti (* 1968), Politiker
- Sophie Hunger (* 1983), Musikerin
- Katja Brunner (* 1991), Autorin
- Christine Haruka, japanische Fernsehmoderatorin[20]

Bekannte Alumni des Mathematisch-naturwissenschaftlichen Gymnasiums (inkl. Industrieschule, Oberrealschule)
- Gottfried Keller (1819–1890), Schriftsteller (Schulverweis 1834)
- Ambrosius Rosenmund (1846–1896), Chemiker, Textilunternehmer und Nationalrat
- Hans Konrad Pestalozzi (1848–1909), Architekt, Stadtpräsident von Zürich, Präsident des Roten Kreuzes[21]
- Othmar Ammann (1879–1965), Bauingenieur[22]
- Tadeus Reichstein (1897–1996), Medizin-Nobelpreisträger 1950
- Fritz Zwicky (1898–1974), Astrophysiker[23]
- Fritz Honegger (1917–1999), Bundesrat[24]
- Eugen Gomringer (* 1925), Dichter[25]
- Fritz Senn (* 1928), James-Joyce-Experte, Gründer und Leiter der James Joyce-Stiftung Zürich[26]
- Bruno Ganz (1941–2019), Schauspieler (nicht abgeschlossen)[27]
- Lino Guzzella (* 1957), Rektor und Präsident der ETH Zürich[28]
- Richard Wolff, (* 1957), Stadtentwicklungsforscher und Politiker[29]
- Dina Pomeranz (* 1977), Wirtschaftswissenschaftlerin[30]

Alumniorganisationen
Die Alumni des MNG haben sich in der GEOM (Gesellschaft der Ehemaligen der OR und des MNG Rämibühl) zusammengeschlossen, welche jedes Jahr mehrere Anlässe organisiert.
Die Alumni des LG haben sich im VEGL (Verein der Ehemaligen des Literargymnasiums) zusammengeschlossen. Dieser organisiert Anlässe, unterstützt Projekte und Arbeitswochen und vergibt jährlich Preise für die besten Maturaarbeiten.
Die Alumni des RG haben sich im VEGR (Verein der Ehemaligen des Realgymnasiums) zusammengeschlossen. Dieser organisiert Anlässe, bietet Maturanden Beratungen an und unterstützt Projekte der Schule.

## Sonstiges
- Orchester der Gymnasien Rämibühl: Die Kantonsschule Rämibühl umfasst ein (Schüler-)Orchester, welches jährlich diverse Konzerte unternimmt sowie Tourneen durchführt. Geleitet wird das Orchester von Eveleen Olsen und Fernando Scarabino.

- Theatergruppe Rämibühl: Die Kantonsschulen haben eine Theatergruppe, die unter der Leitung von Joachim Aeschlimann, Sabina Aeschlimann und Daniel Riniker jedes Jahr ein neues Stück auf die Bühne bringt.[31]
- Die verschiedenen Schulen organisieren diverse Ensembles, Chöre und Bands, welche für alle Schüler offenstehen.